# Рудановский, Пётр Васильевич
Пётр Васильевич Рудановский (1829—1888) — доктор медицины, российский врач — гистолог, невропатолог, офтальмолог, терапевт, хирург. Научные труды публиковались не только в России, но и в Западной Европе. П. В. Рудановский являлся действительным членом пяти научных обществ — Виленского медицинского общества, Кавказского медицинского общества, Московского физико-медицинского общества, Уральского общества любителей естествознания, членом-корреспондентом Парижской Академии Наук и почётным членом учёного совета Казанского университета.

## Биография
Родился 26 июня (8 июля) 1829 года в семье помещика Казанской губернии Василия Васильевича Рудановского и его жены Раисы Анатольевны; крещён в Покровской церкви города Казани.
Обучался во 2-й мужской Казанской гимназии, после окончания которой 16 сентября 1847 года поступил на юридический факультет Императорского Казанского университета. В 1848 году, в связи с интересом к медицине, перевёлся на первый курс медицинского факультета Альма-матер, который окончил в 1853 году с серебряной медалью за свою работу «Об огнестрельных ранах». В том же году Рудановский получил должность врача на Кушвинском заводе, благодаря стипендии Горного ведомства. Затем его направили на Верхне-Исетский завод Гороблагодатского округа, после чего и на Каменский завод.
В 1858 году Рудановский был командирован за границу, в Германии и во Франции, для изучения глазных болезней. Ознакомился с устройством госпиталей горных округов. Посещал и слушал лекции известных докторов медицины Западной Европы — Вирхова, Грефе, Бернара, Шарко, Реклингаузена, с которыми позднее вёл интенсивную переписку. По окончании командировки, в 1859 году получил должность главного медика Демидовских заводов в Нижнем Тагиле, где и прожил до конца своей жизни. В Нижнем Тагиле Рудановский неоднократно избирался почётным мировым судьёй и членом училищного совета по Верхотурскому уезду.
При Демидовском госпитале усилиями Петра Васильевича была создана трёхлетняя фельдшерская школа, при его жизни совершившая шесть выпусков. Благодаря созданию этой школы Рудановский успешно решил проблему недостатка средних медицинских кадров не только для самого госпиталя, но и для земской медицины Урала. В 1871 году инициировал открытие «Лекарской школы» при Демидовском госпитале, для практического обучения выпускников-лекарей университетов. С этой же целью по его инициативе были созданы там же анатомический музей и медицинская библиотека.
За успехи в медицинской науке и практической земской медицине в 1875 году Петру Васильевичу Рудановскому Казанский университет присвоил звание доктора медицины без защиты диссертации. Одновременно он был избран почётным членом учёного совета Казанского университета. В том же году Санкт-Петербургская Академия Наук присудила ему премию Рклицкого; кроме того Рудановский возглавил постоянный санитарный комитет Верхотурского уезда, который считался одной из лучших санитарных организаций России второй половины XIX века.
По инициативе Рудановского 9 сентября 1879 года этот комитет провёл однодневную медицинскую перепись населения Нижнего Тагила, и тем самым получил ценный научный материал для медицины.
За заслуги по службе награждён орденом Святой Анны III степени.
Состоял в браке с Ольгой Михайловной ?, которая помогала ему в переводе и публикациях ряда его научных работ. 
Умер в Санкт-Петербурге 27 января (8 февраля) 1888 года (по другим данным — 29 января). По данным из «Петербургского некрополя» был похоронен на Никольском кладбище Александро-Невской лавры, однако в «Русском биографическом словаре» местом захоронения указана ограда Введенской церкви в Нижнем Тагиле.

## Труды
Наряду с общественной и практической работой врача, Рудановский занимался научными исследованиями в области медицины. В настоящее время, благодаря историографическим исследованиям уральского историка медицины В. М. Попугайло, известно о 54 публикациях Рудановского, в том числе в трудах Парижской Академии Наук, а также и в «Записках Кавказского медицинского общества».
Упоминание о Пётре Васильевиче Рудановском, благодаря исследователю его трудов Попугайло, есть и в «Большой медицинской энциклопедии».
Особое внимание Рудановского уделил изучению анатомии и гистологии нервной системы и хирургии глаза. За эти исследования в 1869 году он был удостоен Почётной Грамоты Парижской Академии Наук на конкурсе фонда Монтиона. Его имя и труды сделали его известным в учёном медицинском мире второй половины XIX века.
Пётр Рудановский известен своими многочисленными исследованиями строения нервной системы и введением в гистологию метода замораживания препаратов (Observat. sur la structure du tissu nerveux par une nouvelle methode, читана Клодом Бернаром в Парижской академии наук; то же в более обширном изложении в Journ. de l’anatomie и в Gaz. d. Hopitaux, 1865).
Особенной известностью пользуется его сочинение «О строении корешков спинных нервов, спинного и продолговатого мозга человека и некоторых высших животных» (3 вып.), удостоенное премии Рклицкого; на французский язык переведено Ольгой Рудановской в 1875 году.
В 1867 году Пётр Рудановский издал Etude photographique sur le système nerv. de l’homme et de quelq. animaux super., d’après les coupes du tissu nerv. congelé (с атласом). Из других его статей по исследованию нервной системы: «Анатомические отличия чувствительных и двигательных нервов спинного мозга» (журнал «Медицинский Вестник», 1866), «Нервные ячейки и их пигментация» (ib., 1867), «Corpuscula hyaloidea в нервной системе как особенный нервный элемент» (ib., 1866 и 1867), «О присутствии сократительных элементов в первичных трубочках периферических нервов» (ib., 1879; по-немецки в Virch. Arch., 1871) и другие труды.
Петру Васильевичу Рудановскому принадлежит также ряд статей по хирургии.

## Семья
Отец, Рудановский Василий Васильевич, родился в 1774 году в Черниговской губернии; подполковник, участник Наполеоновских войн, статский советник, председатель Казанской гражданской палаты, кавалер орденов Святого Владимира 4 степени и святой Анны 2 степени. Мать, Рудановская Раиса (Розалия) Антоновна, дочь польского шляхтича.
Помимо Петра в семье Василия и Раисы Рудановских было ещё девять сыновей и четверо дочерей:
- Елена (родилась в 1804 году; дата смерти неизвестна)
- Александр (родился в 1811 году; дата смерти неизвестна) — подполковник, участник Крымской войны, помещик Казанской губернии[2].
- Мария (родилась в 1814 году; дата смерти неизвестна)
- Павел (25 января 1816—1848) — штабс-капитан, запасной лесничий в Вильносском отделении казённых лесов Департамента Государственных имуществ[2].
- Василий (Валерий) (15 ноября 1819; дата смерти неизвестна) — помещик Казанской губернии[2].
- Николай (15 ноября 1819 — 2 января 1882) — контр-адмирал, картограф и исследователь Сахалина, Нижнего Амура, Приморья и Каспийского моря[2]
- Екатерина (родилась 13 октября 1821; дата смерти неизвестна)
- Григорий (родился 10 января 1824; дата смерти неизвестна) — майор, начальник Балахнинской уездной команды Нижегородской губернии[2].
- Михаил (родился 26 марта 1828; дата смерти неизвестна) — помещик Казанской губернии[2].
- Илья (родился 16 сентября 1830; дата смерти неизвестна) — помещик Казанской губернии[2].
- Степан (родился 12 ноября 1832; дата смерти неизвестна) — помещик Казанской губернии[2].
- Константин (родился 4 мая 1834; дата смерти неизвестна) — генерал-лейтенант[12][2].
- Варвара (родилась после 1834; дата смерти неизвестна)

С женой Ольгой Михайловной у Петра Рудановского был только один ребёнок — сын Анатолий (17 сентября 1861 — после 1909).

## Переписка
Рудановский вёл переписку со следующими деятелями медицины:
- Клод Бернар — французский медик, исследователь процессов внутренней секреции, основоположник эндокринологии. Член-корреспондент Санкт-Петербургской академии наук (с 2 декабря 1860 года).
- Рудольф Вирхов — немецкий учёный и политический деятель второй половины XIX столетия, врач, патологоанатом, гистолог, физиолог, один из основоположников клеточной теории в биологии и медицине, основоположник теории клеточной патологии в медицине.
- Альбрехт фон Грефе — немецкий хирург-офтальмолог, приват-доцент Берлинского университета. Разработал операцию иридэктомии — иссечения части радужной оболочки для лечения глаукомы, предложил способ удаления катаракты, значительно усовершенствовавший технику операции, описал изменения глазного дна при опухолях головного мозга и базедовой болезни.
- Фридрих фон Реклингхаузен — немецкий патологоанатом.
- Жан Мартен Шарко — французский врач-психиатр, учитель Зигмунда Фрейда, специалист по неврологическим болезням, основатель нового учения о психогенной природе истерии.

## Ученики
- Пётр Васильевич Кузнецкий — доктор медицины (1899 г.), основоположник земской хирургии, выдающийся русский врач-хирург, почётный член многих русских врачебных и научных обществ, председатель Верхотурского уездного санитарного комитета и Нижнетагильского комитета Красного Креста, декан факультета хирургической клиники Пермского университета[3].